# Посесионе Карпија (Ферара)
Посесионе Карпија је насеље у Италији у округу Ферара, региону Емилија-Ромања.
Према процени из 2011. у насељу је живело 9 становника. Насеље се налази на надморској висини од 1 м.